# Aleksej Rykov
Aleksej Ivanovitj Rykov (ryska: Алексей Иванович Рыков), född 25 februari (13 februari, enligt g.s.) 1881 i Saratov, Kejsardömet Ryssland, död (avrättad) 15 mars 1938 i Moskva, var en rysk kommunist och sovjetisk politiker.

## Biografi
Aleksej Rykov föddes i en bondefamilj i Saratov. Han anslöt sig till Rysslands socialdemokratiska arbetareparti år 1898 och senare, när partiet splittrades vi den andra partikongressen 1903 stödde han bolsjevikfraktionen. Rykov agerade därefter som agent för bolsjevikerna i Moskva och S:t Petersburg och spelade en aktiv roll i samband med 1905 års revolution. Han valdes som medlem av partiets centralkommitté vid den tredje partikongressen i London 1905 samt vid den fjärde partikongressen i Stockholm året därpå. Vid den femte kongressen i London valdes han som adjungerad medlem av centralkommittén.
Aleksej Rykov stödde Vladimir Lenin i kampen med Aleksandr Bogdanov om ledarskapet i bolsjevikfraktionen under åren 1908-1909 och röstade för Bogdanovs uteslutning vid Pariskonferensen 1909. Rykov antog däremot en oppositionell ståndpunkt gentemot Lenin i samband med att Lenin 1912 sökte bilda ett separat parti på basis av bolsjevikfraktionen. Dispyten avbröts då Rykov samma år tvingades i exil i Sibirien. Rykov återvände från Sibirien efter februarirevolutionen 1917 och anslöt sig åter till bolsjevikerna, ehuru något skeptisk mot de mer radikala åsikterna. Han blev medlem i Petrogradssovjeten och Moskvasovjeten. Efter Bolsjevikpartiets sjätte partikongress i juli-augusti 1917 blev Rykov vald till medlem i centralkommittén.

### Ryska revolutionen
Under oktoberrevolutionen 1917 var han medlem i Moskvas militära revolutionära kommitté. Efter revolutionen blev Rykov utnämnd till folkkommissarie för inrikes ärenden (inrikesminister). Den 29 oktober 1917, strax sedan bolsjevikerna gripit makten, hotade exekutivkommittén för järnvägsarbetarnas fackförening, Vikzjel med en nationell strejk om inte bolsjevikerna delade makten med andra socialistiska partier samt sparkade Lenin och Trotskij från ledningen. Grigorij Zinovjev, Lev Kamenev och deras allierade i ledningen för bolsjevikernas centralkommitté ansåg att bolsjevikerna inte hade något annat val än att påbörja förhandlingar eftersom en järnvägsstrejk skulle göra det omöjligt att bekämpa de styrkor som fortfarande var lojala mot den provisoriska regeringen. Trots att Zinovjev, Kamenev och Rykov hade stöd av en majoritet i centralkommittén och att förhandlingar hade inletts så medförde en snabb kollaps av de antibolsjevikiska trupperna utanför Petrograd, att Lenin och Trotskij kunde övertyga centralkommittén att avbryta förhandlingarna med järnvägsarbetarfacket. Denna händelse medförde att Zinovjev, Kamenev, Rykov, Vladimir Miljutin och Viktor Nogin avgick från centralkommittén den 4 november 1917.
Den 3 april 1918 blev Rykov utnämnd till ordförande för den nya ekonomiska politikens högsta sovjet (VSNKh), där han verkade under hela inbördeskriget. Den 5 juni 1919 blev han också medlem i den nyorganiserade revolutionära militära sovjeten, där han kvarstod till oktober 1919.Från juli till augusti 1919 var han dessutom en särskild representant av arbets- och försvarssovjeten för livsmedelsförsörjning av röda armén och flottan. Rykov invaldes i kommunistpartiets centralkommitté den 5 april 1920. Efter den nionde partikongressen blev han medlem av partiets organisationsbyrå där han verkade fram till den 23 maj 1924
Efter att bolsjevikerna segrat i inbördeskriget avgick Rykov från sin post vid NEP:s högsta sovjet den 28 maj 1921. Två dagar tidigare hade han utnämnts till vice ordförande under Lenin i RSFSR:s arbets- och försvarsråd. När Lenins hälsa försämrades blev Rykov den 29 december hans ställföreträdare i Sovnarkom (Folkkommissariernas råd). Den 3 april 1922, efter den elfte partikongressen, blev Rykov medlem av politbyrån.

### Efter Sovjetunionens bildande
Efter att Sovjetunionen bildats i december 1922 och en omorganisation av de styrande organen genomförts blev Rykov den 6 juli 1926 ordförande i Sovjetunionens högsta sovjet för ekonomi samt vice ordförande för folkkommissariernas råd i Sovjetunionen.
Efter Lenins död, den 21 januari 1924 avgick Rykov från sin post som ordförande för Sovjetunionens högsta sovjet för ekonomi och blev ordförande för folkkommissariernas råd i Sovjetunionen samt, den 2 februari samma år även ordförande för RSFSR:s sovnarkom. Lenins andra uppdrag som ordförande för Sovjetunionens arbete- och försvarsråd övertogs av vice ordföranden Lev Kamenev.
Tillsammans med Nikolaj Bucharin och Michail Tomskij utgjorde Rykov kommunistpartiets högerfraktion under 1920-talet. De agiterade för en partiell återgång till NEP:s marknadsekonomi. Högergruppen stödde under åren 1923-1924 Josef Stalin, Grigorij Zinovjev och Lev Kamenev i deras kamp mot Lev Trotskij och vänsteroppositionen. Efter Trotskijs nederlag och Stalins brytning med Zinovjev och Kamenev 1925, stödde Bucharin, Tomskij och Rykov Stalin gentemot Trotskijs, Zinovjevs, och Kamenevs så kallade förenade opposition under åren 1926-1927. Efter Kamenevs attack på Stalin på den 14:e partikongressen i december 1925 förlorade Kamenev sitt ämbete som ordförande för Sovjetunionens arbets- och försvarsråd. Den 19 januari övertog Rykov ordförandeposten.
När den förenade oppositionen var besegrad i december 1927, antog Stalin en mer radikal politik, vilket medförde att spänningarna ökade med partiets högerflygel. De bägge fraktionerna sökte bakom kulisserna manövrera och stärka sina positioner under år 1928. Under februari – april 1929 växte spänningarna mellan de bägge fraktionerna till en öppen konflikt och högerfraktionen, som hädanefter benämndes som högeroppositionen eller ”högern” av motståndarna, blev i november 1929 slutligen besegrad och tvingades att ”erkänna sina misstag”. Rykov förlorade den 18 maj sin ordförandepost för Ryska federationens sovnarkom men behöll sina övriga två ämbeten.
Den 21 december 1930, efter att återigen tvingats erkänna sina misstag, förlorade han sitt medlemskap i politbyrån. Han ersattes den 19 december samma år av Vjatjeslav Molotov som ordförande i folkkommissariernas råd och som ordförande i Sovjetunionens arbets- och försvarsråd. 
Den 30 maj 1931 utnämndes Rykov till folkkommissarie för Post- och telegrafkommissariatet. Där kvarstod han även sedan myndigheten bytt namn till Folkkommissariatet för kommunikationer 1932. Den 10 februari 1934 blev han degraderad till adjungerad medlem av partiets centralkommitté. Den 26 september 1936, i händelsesvallet av de anklagelser som formulerades mot Kamenev och Zinovjev i den första moskvarättegången samt Tomskijs självmord, förlorade Rykov sin ställning som folkkommissarie för kommunikationerna men behöll sitt medlemskap i centralkommittén.

### Avrättning efter Den stora utrensningen
När Stalins stora utrensning intensifierades på våren 1937 blev Rykov och Bucharin uteslutna ur kommunistpartiet och arresterade den 27 februari i samband med centralkommitténs möte i februari-mars 1937. I mars 1938 hölls den tredje moskvarättegången där Rykov tillsammans med Bucharin, Genrich Jagoda, Nikolaj Krestinskij , Christian Rakovskij samt ytterligare 16 personer anklagades för att tillsammans med Trotskij planerat och stämplat mot Stalin. Följande anklagelsepunkter framfördes:
- Mord på Sergej Kirov och Valerian Kujbysjev, Vjatjeslav Menzjinskij, författaren Maksim Gorkij och hans son.
- Misslyckat mordförsök på Lenin.
- Stämpling till mord på Jakov Sverdlov, Vjatjeslav Molotov, Lazar Kaganovitj, Kliment Vorosjilov och Josef Stalin.
- Planläggning att sabotera landets ekonomi (genom minering, tågurspårningar, förgiftning av boskap) samt att sabotera landets militärkrafter.
- Arbete för Storbritanniens, Frankrikes, Japans, och Tysklands underrättelsetjänster.
- Att genom hemliga avtal med Tyskland och Japan ha förbundit sig att överlämna Vitryssland, Ukraina samt delar av asiatiskt territorium till främmande krafter.

Alla anklagade utom Krestinskij erkände under rättegången. Krestjinskij erkände först dagen efter. Alla utom tre dömdes till döden och blev sedan avrättade. De tre som dömdes till fängelse (Pletnev, Bessonov och Rakovskij) blev sedermera avrättade 1941. Sovjetunionen upphävde domarna under perestrojkan 1988.

## Källa
- Rykov, Svensk uppslagsbok, 1955.